# Edson Bispo dos Santos
Edson "Edson Bispo" Bispo dos Santos, född 27 maj 1935 i Rio de Janeiro, död 12 februari 2011 i São Paulo, var en brasiliansk basketspelare.
Han blev olympisk bronsmedaljör i basket vid sommarspelen 1960 i Rom.